# Liste der Naturdenkmale in Balingen
| Naturdenkmale | Anzahl |
| ------------- | ------ |
| FND           | 2      |
| END           | 7      |
| Gesamt        | 9      |

Die Liste der Naturdenkmale in Balingen nennt die verordneten Naturdenkmale (ND) der im baden-württembergischen Zollernalbkreis liegenden Stadt Balingen. In Balingen gibt es insgesamt neun als Naturdenkmal geschützte Objekte, davon zwei flächenhafte Naturdenkmale (FND) und sieben Einzelgebilde-Naturdenkmale (END).
Stand: 31. Oktober 2016.

## Flächenhafte Naturdenkmale (FND)
| Name                     | Bild | Kennung     | Einzelheiten | Position | Fläche Hektar | Datum         |
| ------------------------ | ---- | ----------- | ------------ | -------- | ------------- | ------------- |
| Mühltal                  |      | 84170020002 | Balingen     | ⊙        | 3,6           | 17. März 1989 |
| Stutzenweiher            |      | 84170020019 | Balingen     | ⊙        | 4,1           | 8. Mai 1992   |
| Legende für Naturdenkmal |      |             |              |          |               |               |

## Einzelgebilde (END)
| Name                                                | Bild | Kennung     | Einzelheiten | Position | Fläche Hektar | Datum         |
| --------------------------------------------------- | ---- | ----------- | ------------ | -------- | ------------- | ------------- |
| Bühlenbröller                                       | BW   | 84170020342 | Balingen     | ⊙        | 0,0           | 29. Okt. 1996 |
| Schweizer Wasserbirne                               |      | 84170020301 | Balingen     | ⊙        | 0,0           | 15. Feb. 2000 |
| 1 Birne „Vogtshaldebirne“                           | BW   | 84170020255 | Balingen     | ⊙        | 0,0           | 28. Apr. 1995 |
| 1 Eiche an der Neige                                | BW   | 84170020256 | Balingen     | ⊙        | 0,0           | 28. Apr. 1995 |
| 1 Eiche in der Rosenfelder Straße                   |      | 84170020203 | Balingen     | ⊙        | 0,0           | 28. Apr. 1995 |
| 2 Linden auf dem Heiligenberg                       | BW   | 84170020204 | Balingen     | ⊙        | 0,0           | 28. Apr. 1995 |
| 3 Bäume (Wilhelms-Linde, Karls-Eiche, Luther-Eiche) |      | 84170020300 | Balingen     | ⊙        | 0,0           | 15. Feb. 2000 |
| Legende für Naturdenkmal                            |      |             |              |          |               |               |